# Championnat de France masculin de volley-ball 1981-1982
Navigation
Saison précédente Saison suivante
Le Championnat de France de volley-ball Nationale 1 1981-1982 a opposé les dix meilleures équipes françaises de volley-ball.

## Listes des équipes en compétition
| \| Asnières Cannes Saint-Maur Grenoble Montpellier Lyon Sète Racing CF Stade Français Clamart \| Localisation des clubs engagés dans le championnat. |
| Asnières Cannes Saint-Maur Grenoble Montpellier Lyon Sète Racing CF Stade Français Clamart                                                           |

| Asnières Sports  |
| AS Cannes        |
| CSM Clamart      |
| AS Grenoble      |
| ASBA Montpellier |
| ASUL Lyon        |
| Racing CF        |
| VGA Saint-Maur   |
| Arago de Sète    |
| Stade Français   |

## Formule de la compétition
- Phase régulière, les équipes se rencontrent en match aller/retour.
- Les quatre premiers du classement se rencontrent en trois tournois (dit tournois des As). Les résultats de la saison régulière sont conservés. Le classement final est établi à l'issue des douze rencontres.

## Saison régulière

### Classement
| #  | Équipe               |
| 1  | AS Cannes (T)        |
| 2  | Asnières Sports      |
| 3  | AS Grenoble          |
| 4  | Arago de Sète        |
| 5  | Stade Français       |
| 6  | ASUL Lyon            |
| 7  | VGA Saint-Maur       |
| 8  | Racing CF (P)        |
| 9  | CSM Clamart          |
| 10 | ASBA Montpellier (P) |

|     | Qualification pour les tournois des As 1982 |
|     | Relégation en Nationale 2                   |
| (T) | Tenant du titre 1981                        |
| (P) | Promu 1981                                  |

## Tournois des As

### Classement
| # | Équipe          | Pts | J  | G  | P  | Sp | Sc | Ratio | Pp  | Pc  | Ratio |
| - | --------------- | --- | -- | -- | -- | -- | -- | ----- | --- | --- | ----- |
| 1 | AS Cannes       | 23  | 12 | 11 | 1  | 33 | 16 | 2.063 | 676 | 560 | 1.207 |
| 2 | Asnières Sports | 19  | 12 | 7  | 5  | 29 | 20 | 1.45  | 642 | 569 | 1.128 |
| 3 | AS Grenoble     | 17  | 12 | 5  | 7  | 24 | 25 | 0.96  | 600 | 625 | 0.96  |
| 4 | Arago de Sète   | 13  | 12 | 1  | 11 | 8  | 33 | 0.242 | 434 | 598 | 0.726 |

### Résultats
- Dernier tournoi des As à Cannes

## Bilan de la saison
| Qualifications européennes 1982-1983 |                           |
| Compétition                          | Qualifiés                 |
| Ligue des champions                  | AS Cannes                 |
| Coupe des vainqueurs de Coupes       | Asnières Sports           |
| Coupe de la CEV                      | Arago de Sète AS Grenoble |

| Promotions et relégations |                                                             |
| Relégués en Nationale 2   | ASBA Montpellier CSM Clamart                                |
| Promus de Nationale 2     | CASG Paris Stade Marseillais UC US Vandœuvre Montpellier UC |